# 유지성
유지성(2000년 11월 15일 ~ )은 KBO 리그 KIA 타이거즈에서 뛰고 있는 대한민국의 야구 선수다.

## 출신 학교
- 서울수유초등학교
- 자양중학교
- 충암고등학교
- 북일고등학교

## 등번호
- 4 (2020, 2023-)
- 29 (2022-2023)